# John Haglelgam

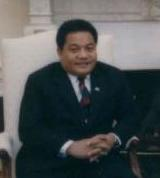
Haglelgam (2019)

John Richard Haglelgam (* 10. August 1949 auf Eauripik, Yap; † 12. September 2024 in Honolulu) war ein mikronesischer Politiker und der zweite Präsident der Föderierten Staaten von Mikronesien.
Haglelgam besuchte die University of Hawaiʻi, die er 1973 mit einem Abschluss in Politikwissenschaft beendete. Ab 1974 gehörte er dem Parlament seines Heimatstaates an. Er amtierte als Präsident als Nachfolger des verstorbenen Tosiwo Nakayama vom 5. Mai 1987 bis 15. Mai 1991, dem Jahr, in dem seine Wiederwahl scheiterte. Haglelgam wirkte dann am „College of Micronesia – FSM“ und anschließend an der „John Fitzgerald Kennedy School of Government“ der Harvard University als Politik- und Geschichtsdozent.
Haglelgam war verheiratet und hatte drei Kinder.